# Titel (Stadt)
Titel (serbisch-kyrillisch Тител) ist eine Kleinstadt mit 5294 Einwohnern (2011) in der nordserbischen Provinz Vojvodina. Der Verwaltungssitz der Opština Titel liegt an der Theiß, unweit von deren Mündung in die Donau.

## Geschichte
Unter dem Namen Titulium war der Ort ein römisches Militärlager. Während des 9. Jahrhunderts regierte der bulgarische Fürst Salan in der Batschka und wählte Titel zu seinem Sitz. Erstmals erwähnt wurde der Ort unter seinem heutigen Namen im Jahr 1077, als dort ein Kloster gegründet wurde.
Im 10. Jahrhundert wurde das Gebiet von den Ungarn erobert, die dort herrschten, bis es 1526 an das Osmanische Reich fiel. Eine erste Volkszählung von 1546 ergab einen Bestand von 87 Haushalten, von denen die meisten serbisch waren. Damals herrschte über den Ort Fürst Duk Radić. Vorhanden waren eine orthodoxe und eine katholische Kirche. Im 17. Jahrhundert gab es auch drei Moscheen.
Die Habsburger konnten die Türken aus diesem Gebiet vertreiben und so wurde es 1699 habsburgisch, von 1750 bis 1763 als Teil der „Militärgrenze“, einer besonderen Schutzzone an der Grenze zum Osmanischen Reich. 1848–1849 war Titel Teil der Serbischen Vojvodina, einer autonomen Region innerhalb des österreichischen Kaiserreichs. 1849–1872 gehörte es wieder zur „Militärgrenze“ und dann zum Komitat Bács-Bodrog. 
Nach dem Ersten Weltkrieg wurde Titel Bestandteil des Serbisch-Kroatisch-Slowenischen Königreichs, des späteren Königreichs Jugoslawien.

## Berühmte Söhne und Töchter der Stadt
- Mileva Marić (1875–1948), Physikerin und erste Ehefrau von Albert Einstein
- Dušan Popov (1912–1981), Doppelagent und Inspiration für James Bond

## Weblinks

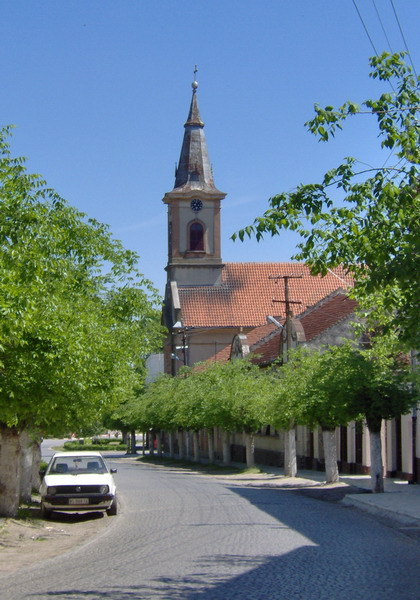
Katholische Kirche
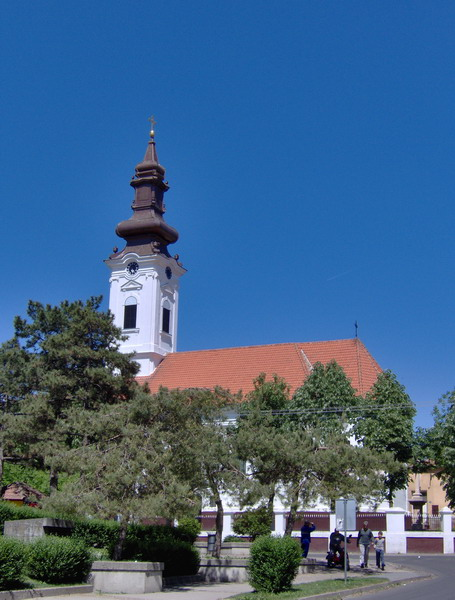
Orthodoxe Kirche